# Johan Frederik Benjamin van der Capellen
Johan Frederik Benjamin baron van der Capellen, heer van Rijsselt (Arnhem, 6 mei 1770 - Utrecht, 1 maart 1851) was een Nederlandse officier en politicus.

## Biografie
Van der Capellen was een lid van de familie Van der Capellen en een zoon van Alexander Hendrik van der Capellen, heer van den Dam, Boedelhoff en Marhulsen (1732-1807), burgemeester van Doesburg en Reiniera Adolphina Charlotte van Nagell, vrouwe van Mahulsen (1736-1718). Hij trouwde in 1800 met Emerentia Philippina Cornelia barones van Haersolte (1762-1839), lid van de familie Van Haersolte, uit welk huwelijk een zoon werd geboren: Frederik Benjamin baron van der Capellen (1801-1856).
Van der Capellen was vanaf 1788 officier in Statendienst en laatstelijk majoor (1794-1795). Daarnaast was hij vanaf 1819 tot zijn overlijden kamerheer-honorair van de koningen Willem I, Willem II en Willem III. Hij was ook commandeur in de Orde van de Nederlandse Leeuw.
In 1814 was hij lid van de Vergadering van Notabelen; hetzelfde jaar nog werd hij raad en generaalmeester van de Munt wat hij tot 1846 zou blijven.
Bij Souverein Besluit van 28 augustus 1814 werd hij benoemd tot lid van de Ridderschap van Gelderland waardoor hij tot de Nederlandse adel ging behoren met het predicaat van jonkheer; bij KB van 2 april 1822 werd voor hem de titel van baron (op allen) erkend.
Van der Capellen was heer van en bewoonde huis Rijsselt te Warnsveld.
- Biografisch Portaal: 38745229
- Parlement.com: vg09llucq0tg